# Pseudohomonyx palavanus
Pseudohomonyx palavanus är en skalbaggsart som beskrevs av Heinrich Bernward Prell 1912. Pseudohomonyx palavanus ingår i släktet Pseudohomonyx och familjen Dynastidae. Inga underarter finns listade i Catalogue of Life.